# Strilkiv, Strîi
Strilkiv (în ucraineană Стрілків) este localitatea de reședință a comunei Strilkiv din raionul Strîi, regiunea Liov, Ucraina.

## Demografie
Componența lingvistică a localității Strilkiv
     Ucraineană (100%)
Conform recensământului din 2001, toată populația localității Strilkiv era vorbitoare de ucraineană (100%).